# Пипотиазин
Пипотиази́н (англ. Pipotiazine), 10-[3-[4-(2-гидроксиэтил)пиперидин-1-ил]пропил]-N,N-диметилфенотиазин-2-сульфонамид — антипсихотическое средство, относится к группе пиперидиновых производных фенотиазина.
Синонимы: Пипортил, Piportil, Pipothiazine.

## Общая информация
По химическому строению близок к тиопроперазину, отличается от него наличием в боковой цепи при атоме азота оксиэтилпиперидинил-пропильной группы вместо метилпиперазинил-пропильной.
Оказывает выраженное и длительное нейролептическое действие; уменьшает психомоторное возбуждение, психотический страх, агрессивность.
Применяют при параноидной форме шизофрении, гебефрении, хронических психозах с галлюцинациями, хроническом бреде, а также при маниакальных приступах, состояниях возбуждения и других психических расстройствах.
Назначают внутрь в виде таблеток или капель при хронических психозах по 20—30 мг в день в один приём, после стабилизации состояния — по 10—20 мг в день (амбулаторно). В острых случаях назначают внутрь в течение нескольких дней по 30—60 мг в день, затем по 10—20 мг в день.
После стабилизации состояния препарат можно вводить внутримышечно в виде специальной лекарственной формы «Пипортил Л 4» (пипортила пальмитат);
Пипортил Л 4 является раствором пипортила пальмитата (2,5 %) в масле. Препарат действует длительно, по мере высвобождения действующего вещества при гидролизе после инъекции. Раствор вводят внутримышечно 1 раз в 4 нед. Внутривенное введение не допускается. Средняя доза для взрослого 100 мг (4 мл 2,5 % раствора). Пожилым, больным эпилепсией, страдающим алкоголизмом, психически неуравновешенным первоначально вводят меньшую дозу (25 мг), затем дозу постепенно увеличивают.
Внутримышечные введения пипортила Л 4 допускаются только после проверки переносимости препарата (пипотиазина) при приёме внутрь.
Возможные побочные явления и меры предосторожности такие же, как при лечении другими фенотиазиновыми нейролептиками. Пипотиазин обладает довольно выраженной способностью вызывать экстрапирамидные расстройства.
При передозировке пипотиазина возможны острый паркинсонический синдром и кома.

## Противопоказания
Препарат противопоказан при агранулоцитозе, порфирии, закрытоугольной глаукоме; может наблюдаться задержка мочи при уретропростатических нарушениях. У больных эпилепсией возможно понижение судорожного порога.

## Форма выпуска
Формы выпуска: пипотиазин (пипортил) выпускается в таблетках жёлтого цвета по 10 мг (в упаковке по 200 штук); в виде 4 % раствора во флаконах с пипетками по 10 мл (400 мг во флаконе). Одна капля водно-спиртового раствора соответствует 1 мг активного вещества; пипортил Л 4 — в виде 2,5 % раствора в масле в ампулах по 4 и 1 мл (100 и 25 мг в ампуле). Для инъекций пользуются только стеклянными шприцами.